# Луганські німці
Луганські німці або Німці Луганщини  (нім. Luganskdeutsche) — представники німецької ідентичності, які проживали в межах території сучасної Луганської області. Розселені на основі Маніфесту 1762 року Катерини II. Проживали до 1941 року, після якого депортовані до Казахстану, Сибіру.

## Російська імперія

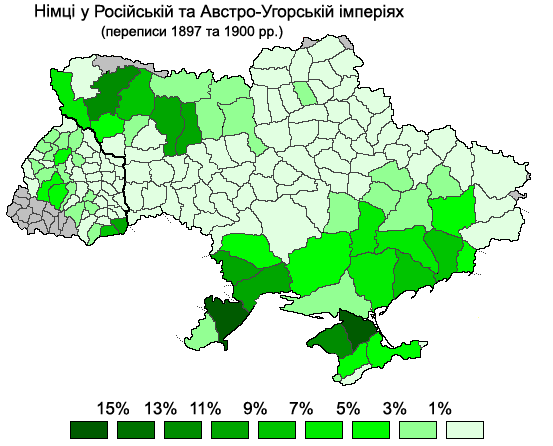
Німці на українській частині Російської та Австро-Угорської імперій за переписами 1897 та 1900 років

Маніфест від 4 грудня 1762 року російської імператриці Катерини II визначив початок колонізації німцями південних та східних українських земель. Дана колонізація на цих теренах супроводжувалось перевагою німцями-менонітами. Даний чинник зумовлено працьовитістю та здатністю вміння швидкого пристосування до нового проживання. Станом на 1789 рік на українських теренах оселилось 228 німецьких родин, на острові Хортиця створено 8 колоній. З 1800 по 1850 роки німці заселились в трьох губерніях Катеринославській, Херсонській, Таврійській. На той момент існує 260 німецьких колоній. Катеринославська губернія, в склад якої входить територія сучасної Дніпропетровської, Донецької, Луганської областей характерна заселенням в Маріупольському та Олександрівському повітах. Заселення у цих повітах супроводжувалось заселенням колоністів з Пруссії та Баварії у 20-30 роки XIX століття. Грошова та земельна підтримка російського уряду стимулювала колонізацію серед німецького населення. До того часу територія Луганщини заселялась німцями незначними темпами.
Німецькі колоністи активно заселяються на Луганщину в 1900—1911 роках. Переселення відбувалось з Маріупольського та Олександрівського повітів Катеринославської губернії. Починають проживати у колоніях: Марусине, Гогенфельд, Ольгафельд, Фромондієр, Грегоріус тощо. В Луганську станом на 1910 рік, проживає 116 німців, що складає 0,2 % міщан всього міста.

## Радянський союз

### Народний комісаріат національностей
Після встановлення радянської влади на території України, 15 липня 1920 року Політбюро ЦК КП(б)У УСРР створює Наркомнац національних меншин. На місцевому рівні створено секції для роботи, агітаційної пропаганди, та контролем за діяльністю національних об'єднань. З 1922 року функціонує окремий сектор нацменшин при відділі пропаганди ЦК КП(б)У. 13 квітня 1921 року Президія ВУЦВК змінює систему керівництво, щодо національних відносин. Ліквідовується Наркомнац, на заміну якого ВКЦВК створює відділ з національних справ, де функціонує вісім секцій. Вже в 1924 році комісія по справам національних меншин переходить до контролю НКВС. Починають функціонувати окремі секції. В Луганській та Старобільській округах з серпня 1925 року працюють німецькі секції.

### Перепис населення 1926 року

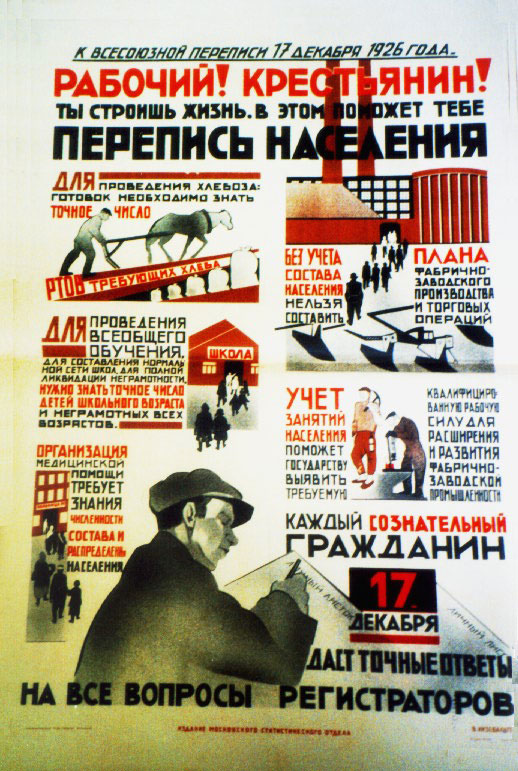
Плакат, що розповідає про перепис населення 1926 року

Перепис населення на території Луганщини 1926 року встановив, що серед населення Луганського округу українці становили 51,65 %, росіяни — 42,74 %, євреї — 1,66 %, німці — 1,22 %, татари — 0,86 %, молдавани — 1,21 %, білоруси — 0,49 %, поляки — 0,3 %, вірмени — 0,14 %, греки — 0,04 %. З 393924 німців, які проживали в УСРР (1,4 % населення), у Луганському окрузі проживало 7575, у Старобільському окрузі — 1405 чоловік. Кількість у цих двох округах склало 2,47 % від всіх німців Української СРР.

### Німецькі колонії (поселення)
У 1920-ті роки територія Луганщини нараховує 37 німецьких, та 3 сумісні або «змішані» колонії. Які розміщені на території семи районів Луганської та Старобільської округах.
Аннівка (Азарівка), до 1917 року — Катеринославська губернія, Слов'яносербський повіт; у радянський період — Успенський район. Лютеранське село, засноване в 1910 році в 30 км на південний захід від Луганська. Лютеранська парафія. Землі 1537 десятин. Жителів: 100 (1918 рік), 291- з них 277 німців (1926 рік), 230 (1941 рік).
Арбайтергейм (нім. Arbeiterheim; Миколаївка; також Трудовий), до 1917 року — Харківська губернія, Старобільський повіт; у радянський період — Новоайдарський район. Лютеранське село, засноване в 1890 році в 10 км на північ від Новоайдара. Лютеранська парафія. Сільрада (1936 рік). Жителів: 465 німців (1926 рік).
Бауергейм (нім. Bauerheim; Прогрес), у радянський період — Містківський, Ново-Астраханський райони (у теперішній час Кремінський район). Німецьке село. На північ від Новоастрахані. Жителів: 255 — з них 235 німців (1926 рік).
Бергталь (нім. Bergtal; Мирська; також Мирівка; Роза Люксембург, нім. Rosa-Luxemburg), до 1917 року — Область Війська Донського, Таганрозький округ, Бобриківська волость; у радянський період — Ровеньківський і Дмитрівський райони. Лютерансько-католицьке село на власній землі, засноване в 1885 році за 25 км на південь від Ровеньок. Лютеранська парафія. Молитовний дім. Землі 1343 десятин (1915 рік; 32 двори). Сільрада (1926 рік). Жителів: 181 (1904 рік), 241 (1915 рік), 300 (1918 рік), 304 — з них 293 німці (1926 рік), 610 (1941 рік).
Богданівка, до 1917 року — Катеринославська губернія, Бахмутський повіт, Лисичанська волость. Лютеранське село, засноване в 1911 р. за 10 км на південний захід від Лисичанська. Лютеранська парафія. Землі 780 десятин. Жителів: 101 (1919 рік).
Бурчак-Михайлівка, до 1917 року — Катеринославська губернія, Слов'яносербський повіт; у радянський період — Новосвітлівський та Ворошиловградський райони (у теперішній час — Станично-Луганський район). Два німецькі села — Бурчак (Калинівка) та Михайлівка (Луначарівка). Землі 761 десятин. Жителів: 103 — з них 95 німців, 85 — 70 німців (1926 рік).
Верхньотузлівська (Грюнталь, нім. Grüntal), до 1917 року — Область Війська Донського, Таганрозький округ, Астахівська волость; у радянський період — Ровеньківський район (у теперішній час — Довжанський район). Німецьке село на південний схід від Ровеньок. Молитовний дім. Землі 1085 десятин (1915 рік; 27 дворів). Сільрада (1926 рік). Жителів: 228 (1915 рік), 370 — з них 360 німців (1926 рік).
Голубівка, до 1917 року — Катеринославська губернія, Слов'яносербський повіт, Олександрівська волость; у радянський період — Кам'янобрідський район. Лютеранське село, засноване в 1905 рік за 10 км на захід від Луганська. Лютеранська парафія. Землі 723 десятин. Жителів: 80 (1905 рік), 157 німців (1926 рік), 110 (1941 рік).
Грінфельд (нім. Grünfeld; Колесниківка; також Зеленопілля), до 1917 року — Область Війська Донського, Таганрозький округ, Дар'ївська волость; у радянський період — Ровеньківський район (у теперішній час — Довжанський район). Католицьке село, засноване в 1900 році за 20 км на південний схід від Ровеньок. Католицька парафія. Землі 1300 десятин (1915 рік; 16 дворів). Сільрада (1931 рік). Жителів: 134 (1915 рік), 241 — німці (1926 рік), 280 (1941 рік).
Давидівка (також Платонівка), до 1917 року — Катеринославська губернія, Слов'яносербський повіт, Іванівська волость; у радянський період — Іванівський та Краснолуцький райони. Німецьке село. Землі 689 десятин. Жителів: 94 — з них 87 німців (1926 рік).
Журавлівка (Отилієнфельд, нім. Ottilienfeld), до 1917 року — Катеринославська губернія, Слов'яносербський повіт; у радянський період — Іванівський та Краснолуцький райони. Німецьке село. Землі 1445 десятин. Сільрада (1931 рік). Жителів: 244 — з них 238 німців (1926 рік).
Золота Криниця (Марієнталь, нім. Mariental), до 1917 року — Катеринославська губернія, Слов'яносербський повіт; у радянський період — Успенський район. Німецьке село. Землі 975 десятин. Жителів: 68 німців (1926 рік).
Козаківка (Зелінгер, нім. Selinger; також Зеленгорівка, Красний Козак), до 1917 року — Катеринославська губернія, Слов'яносербський повіт; у радянський період — Іванівський та Краснолуцький райони (у теперішній час — Антрацитівський район). Німецьке село. Землі 2183 десятин. Жителів: 290 німців (1926 рік).
Комінтерн, Ровеньківський район. Німецьке село біля Ровеньок. Жителів: 132 — з них 94 німці (1926 рік).
Красний Колос (Олексіївка), до 1917 року — Катеринославська губернія, Слов'яносербський повіт; у радянський період — Ровеньківський та Успенський райони (у теперішній час — у складі міста Ровеньки). Німецьке село. Землі 1560 десятин. Жителів: 115 (1926 рік).
Лібенталь (нім. Liebental, Любимська; також Тернова), до 1917 року — Область Війська Донського, Таганрозький округ, Бобриківська волость; у радянський період — Ровеньківський та Дмитрівський райони (у теперішній час — село Любиме, Довжанський район). Католицьке село, засноване в 1885 році у 25 км на південний схід від Ровеньок. Католицька парафія. Молитовний дім. Землі 952 десятин (1915 рік; 33 двори). Жителів: 222 (1915 рік), 449 — з них 423 німці (1926 рік), 570 (1941 рік).
Марієнфельд (нім. Marienfeld, Мар'ївка; також Карл Лібкнехт, нім. Karl-Liebknecht), до 1917 року — Катеринославська губернія, Слов'яносербський повіт; у радянський період — Новосвітлівський та Ворошиловградський райони (у теперішній час — село Мар'ївка, Лутугинський район). Німецьке село в 30 км на південний схід від Луганська. Землі 1206 десятин. Жителів: 228 — з них 218 німців (1926 рік).
Марківка, до 1917 року — Харківська губернія, Старобільський повіт, Марківська волость; у радянський період — Старобільський район. Німецьке село на північ від Луганська. Жителів: 300 (1925 рік).
Марусине (Марієнфельд), до 1917 року — Катеринославська губернія, Слов'яносербський повіт, Іванівська волость; у радянський період — Іванівський та Краснолуцький райони (у теперішній час — у складі міста Хрустальний). Лютеранське село на орендованій землі. Лютеранська парафія. Землі 1135 десятин. Жителів: 100 (1905 рік), 250 (1911 рік), 189 — з них 51 німці (1926 рік).
Мессарош (нім. Messarosch), до 1917 оку — Катеринославська губернія, Бахмутський повіт, Лисичанська волость; у радянський період — Лисичанський район. Лютеранське село, засноване в 1890 року за 10 км на південний захід від Лисичанська. Лютеранська парафія. Землі 1500 десятин. Жителів: 150 (1905 р.), 80 (1914 р.), 220 (1918 р.), 234 — з них 231 німці (1926 р.).
Німецька № 2 (також Німецька Колонія), у радянський період — Кадіївський (Серговський) та Лозово-Павлівський райони. Німецький хутір на південь від Кадіївки (тепер місто Кадіївка). Жителів: 16 (1924 рік).
Ново-Олександрівка (Олександропіль; також Роза Люксембург, нім. Rosa-Luxemburg), до 1917 року — Катеринославська губернія, Слов'яносербський повіт; у радянський період -Новосвітлівський та Ворошиловградський райони. Німецьке село. Землі 811 десятин. Жителів: 87 — з них 76 німці (1926 рік).
Олександрівська (Спартак), до 1917 року — Область Війська Донського, Таганрозький округ, Ребриковська волость; у радянський період — Ровеньківський та Краснолуцький райони. Німецький хутір. Жителів: 104 (1915 рік), 127 німців (1926 рік).
Олександропіль (Олександерталь, нім. Alexandertal; також Попасна), до 1917 року — Катеринославська губернія, Бахмутський повіт, Камишеваська волость; у радянський період -Артемівський та Попаснянський райони. Лютеранське село за 25 км на північний схід від Артемівська. Лютеранська парафія. Жителів: 100 (1905 рік), 150 (1911 рік), 163—159 з них німців (1926 рік).
Олександрталь (нім. Alexandertal; Олександрівське; також Олександрфельд, нім. Alexanderfeld, Катеринівка), до 1917 року — Катеринославська губернія, Слов'яносербський повіт, Олександрівська волость; у радянський період — Кам'янобрідський район. Лютеранське село на орендованій землі поблизу річки Лугань, у 10 км на захід від Луганська. Лютеранська парафія. Жителів: 120 (1905 рік), 200 (1911 рік), 255 — з них 74 німці (1926 рік).
Онисимівка (Ленінфельд, нім. Leninfeld; також Анисовка, Шмідт, нім. Schmidt), до 1917 року — Катеринославська губернія, Слов'яносербський повіт; у радянський період — Успенський та Новосвітлівський райони. Лютеранське село у 25 км на південний схід від Луганська. Лютеранська парафія. Землі 1141 десятин. Сільрада (1926 рік). Жителів: 100 (1905 рік), 222 німців (1926 рік).

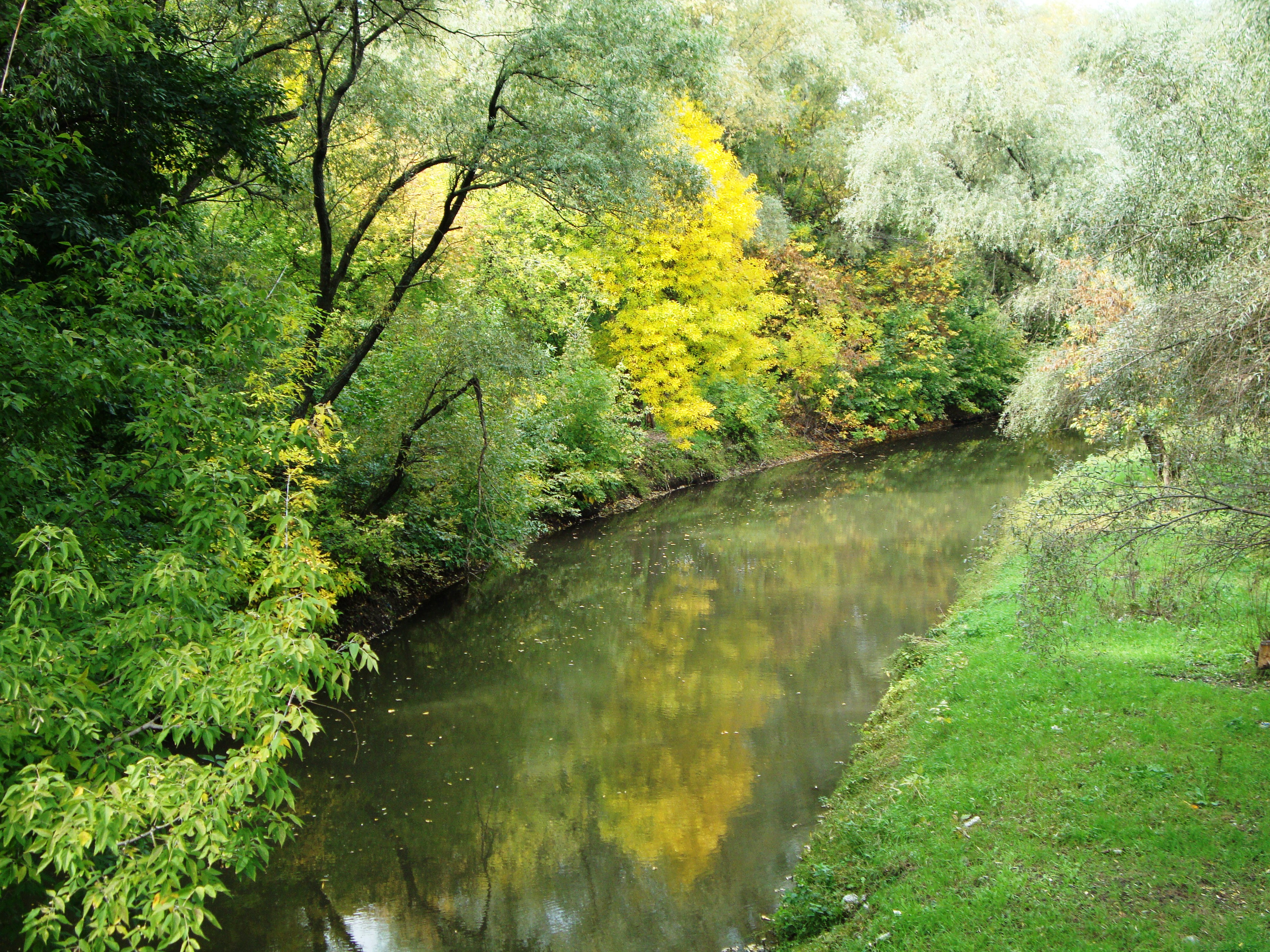
Лугань у парку імені Горького

Паньківка (також Німецька № 3), до 1917 року — Катеринославська губернія, Слов'яносербський повіт, Веселогорівська волость (у теперішній час — Слов'яносербський район). Лютеранський хутір. Лютеранська парафія. Жителів: 40 (1905 рік).
Переможне - до 23 листопада 1945 колонія Бауергейм (нім. Bauerheim).
Рейнфельд (нім. Reinfeld; Греково-Єлизаветинський; також Димитрів), до 1917 року — Область Війська Донського, Таганрозький округ, Бобриківська волость; у радянський період -Ровеньківський та Дмитрівський райони. Лютерансько-менонітське село, засноване в 1884 році на правому березі річки Нагольна, у 15 км на південь від міста Ровеньки. Лютеранський молитовний дім. Землі 640 десятин. (1915 рік; 22 двори). Жителів: 82 (1904 рік), 175 (1915 р.), 226 німців (1926 рік), 350 (1941 рік).
Ритикове (Гехтен-Хутір, нім. Hechten-Chutor; також Редиков), до 1917 року — Область Війська Донського, Таганрозький округ; у радянський період — Ровеньківський та Дмитрівський райони (у теперішній час — Довжанський район). Лютеранське село на орендованій землі. Лютеранська парафія. Землі 360 десятин. Жителів: 131 (1904 рік), 246 — з них 209 німців (1926 рік).
Сіяч (Кошари; також Кошляки), до 1917 року — Катеринославська губернія, Слов'яносербський повіт; у радянський період — Ровеньківський та Успенський райони (у теперішній час — Антрацитівський район). Німецьке село. Землі 1500 десятин. Жителів: 155 — з них 141 німці (1926 рік).
Софієнталь (нім. Sofiental; Софіївка; також Карл Маркс, нім. Karl-Marx), до 1917 року — Катеринославська губернія, Слов'яносербський повіт, Іванівська волость; у радянський період — Іванівський та Краснолуцький райони (у теперішній час — селище Софіївське, Краснолуцька міськрада). Католицьке село. Католицька парафія. Землі 2000 десятин (1911 р.), пізніше 1014 десятин. Сільрада (1931 рік). Жителів: 185 (1910 рік), 199 — з них 177 німців (1926 рік).
Федорівка (Леніне), до 1917 року — Катеринославська губернія, Слов'яносербський повіт; у радянський період — Іванівський та Краснолуцький райони. Лютеранське село. Лютеранська парафія. Землі 1200 десятин. Сільрада (1926 рік). Жителів: 20 (1905 рік), 244 німці (1926 рік).
Фромандирівка (нім. Fromandier; Роза Люксембург, нім. Rosa-Luxemburg), до 1917 року — Катеринославська губернія, Слов'яносербський повіт; у радянський період — Іванівський та Краснолуцький райони (у теперішній час — с. Степове, Антрацитівський район). Лютеранське село на орендованій землі, засноване в 1905 році. Складалося з двох хуторів — Фромандийєр № 1 і Фромандийєр № 2. Лютеранська парафія. Землі 933 десятин. Жителів: 60 (1905 рік), 150 (1919 рік), 154 — з них 117 німців, 57 — з них 54 німці (1926 рік).
Хлібороб (Анненталь, нім. Annental), до 1917 року — Катеринославська губернія, Слов'яносербський повіт; у радянський період — Успенський район. Німецький хутір. Землі 500 десятин. Жителів: 66 — з них 50 німців (1926 рік).

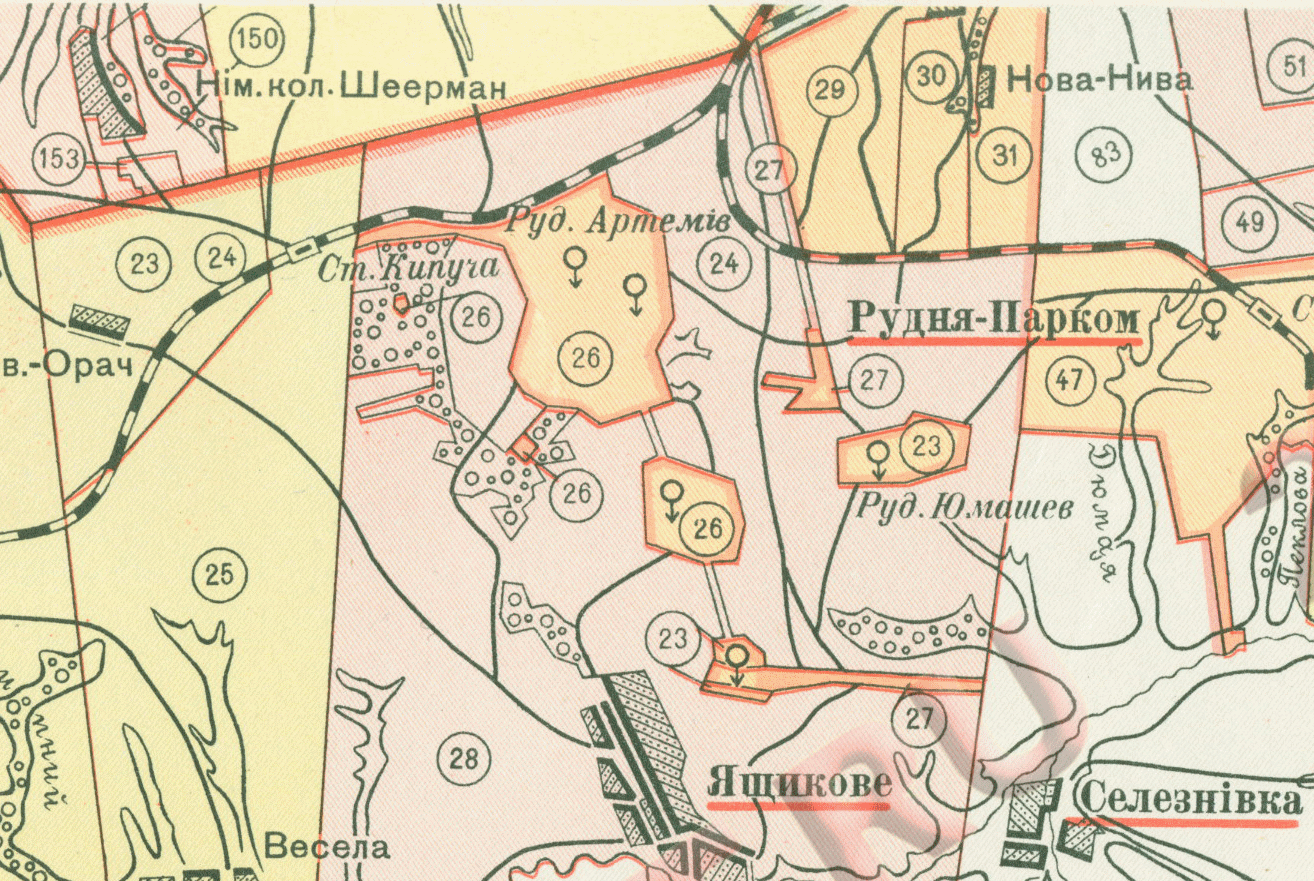
Німецька колонія Шеєрман на карті Луганської округи. Поруч рудник Артемів, станція Кипуча та інші. 1928 рік

Шеєрман (нім. Scheiermann), до 1917 року- Катеринославська губернія, Слов'яносербський повіт; у радянський період — Кадіївський (Серговський) та Лозово-Павлівський райони. Німецький хутір на орендованій землі (341 десятин). Жителів: 74 німці (1926 рік).
Шенфельд (нім. Schönfeld; Добропілля), до 1917 року — Область Війська Донського, Таганрозький округ, Бобриківська волость; у радянський період — Ровеньківський та Дмитрівський райони. Лютеранське село, засноване в 1885 р. у 25 км на південь від Ровеньків. Лютеранська парафія. Молитовний дім. Землі 712 десятин. (1915 рік; 29 дворів). Школа. Жителів: 46 (1904 рік), 189 (1915 рік), 215 німців (1926 рік), 480 (1941 рік).
Юлине № 1 (Красне Поле), до 1917 року — Катеринославська губернія, Слов'яносербський повіт; у радянський період — Іванівський та Краснолуцький райони. Німецьке село. Землі 1303 десятин. Жителів: 196 — з них 187 німців (1926 рік).
Юлине № 2 (Енгельс), до 1917 року — Катеринославська губернія, Слов'яносербський повіт; у радянський період — Іванівський та Краснолуцький райони. Німецьке село. Землі 560 десятин. Жителів: 84 німців (1926 року).
Юріївка, до 1917 рік — Катеринославська губернія, Слов'яносербський повіт, Біловська волость; у радянський період — Кам'янський район (у теперішній час — Лутугинський район). Лютеранське фабричне село. Лютеранська парафія. Жителів: 350 (1905 рік), 126 (1924 рік).

### Радянізація районів проживання

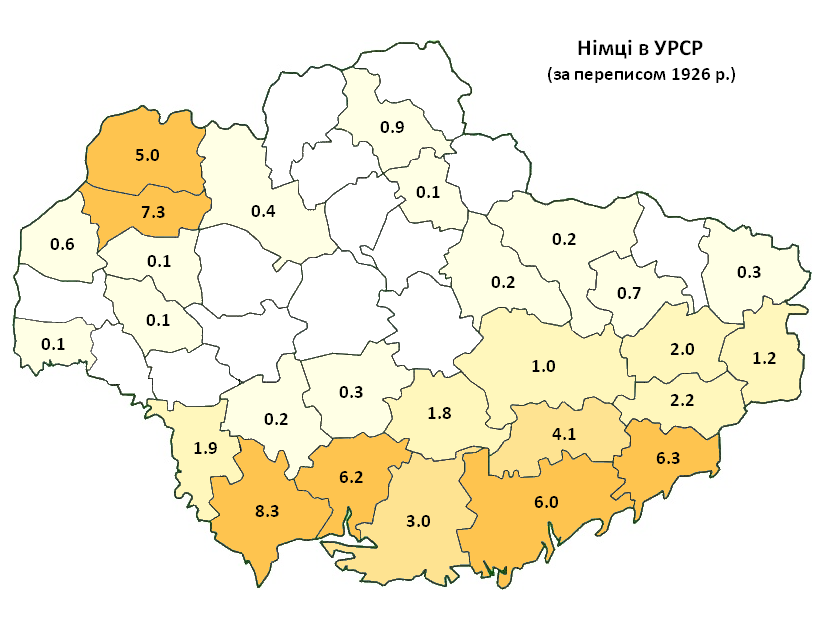
Розселення німців в УРСР за даними перепису 1926 року

Враховуючи відсутність повної підтримки радянської влади, на початку 1920-х років застосовано принцип «радянізації» проживання етнічних представників національних меншин. Тобто, відбувалась зміна адміністративно-територіального та національного районування під апарати самоврядування. Разом з тим, національний чинник не враховував інтереси німців. Більшість німецьких колоній увійшло до складу українських або російських сільських рад. Ліквідовано кооперативні та кредитні організації. Що у процесі причинило протестні та опозиційні настрої серед луганських німців. Відбувається перша хвиля міграції німців Луганщини, яка становить близько трьох тисяч осіб.
Радянська влада у 1924 році створює додатково п'ять німецьких національних районів. Серед яких Люксембурзький район Луганської округи. Вже 1926 року створено чотири німецькі сільради — Мирська з населенням 1218 мешканців, Олександрівська з 667 мешканцями, Іванівська з 957 мешканцями та Тузлово-Грюнфельдська з 537 мешканцями.
Зі 159-ти сільських рад Луганської округи 5 — німецькі. Незважаючи на виборчу активність у 68,94 %, німці проявляли пасивність до розбудови апарату сільських рад. Представляли інтереси німецьких рад представники незаможників та середнього селянство. Що у свою чергу відповідало програмі радянської влади. Луганські німці, особливо жінки, через релігійне ставлення до лютеранства, та саме негативне ставлення до політики Радянського Союзу не брали активну участь як на виборах, так і у діяльності громадських організацій.

### Аграрна реформа
Господарча діяльність німців у період УСРР зазнала змін. В часи Російської імперії луганські німці вважались заможним селянством. Їхні колонії складали 20-30 окремих господарств. Наслідуючи традиції німців-колоністів Маріупольської, Чернігівської, Катеринославської округів провідним господарством стало польове землеробство та молочарство, так само розвинуте бджільництво, шовківництво, інколи садівництво.
Аграрна реформа Української СРР позбавила німців частини орної землі. У 1914 році загальна площа землі у користування 29-ти німецьких колоній складала 32505 десятин, у 1925 році 18232 десятин. Що складає на 43,9 % менше. Відбувається нерівноцінний розподіл землі, часом без доступу до водоймищ. Через створення системи колгоспів німецьке господарство стає збитковим. Відбувається конфлікти із сусідиними мешканцями сіл.
Податкова ставка до відношення німецьких господарств складає більший характер на відміну від українських, та російських. Даний чинник вплинув на опозиційний рух німців до радянської влади.
Під час колективізації та голоду 1921—1923 років німці втратили 40 % загальної кількості осіб, ще 6 % загинуло від епідемій та низької якості медичного забезпечення. З луганськими німцями політика колективізація на початку є стриманою, опісля радикальні методи проти селян-одноосібників.
Підсумок першого етапу колективізації 1930 року склав 68 % німецьких господарств, у 1931 році понад 80 %. Під час Голодомору радянська влада заборонила отримувати допомогу від Німеччини, та передавати на користь Міжнародної організації допомоги.
Даний чинник склався у другу хвилю еміграції луганських німців. Розпочались арешти. Відбулась депортація у північні області РФРСР. Усунуто 24 особи німецької ідентичності, почались арешти по статтям «контрреволюційної агітації», «приховуванні свого соціального походження», «участь в релігійних організаціях» тощо.

### Освіта
Частина німецьких шкіл функціонували ще у російський час. Де навчання велося двома мовами. Через економічні та політичні зміни в процесі перетворень радянської влади, постало питання ведення політики нав'язування комуністичної ідеології в освітньому просторі. За звітом бюро Донецького губернського комітету КП(б)У за 1925 рік, зазначається те, що становище національних меншин є нестабільним.
Поступки в освітніх програмах зроблені для підтримки культурно-національних потреб німців склали підґрунтя для проведення агітаційно-пропагандистської діяльності серед луганських німців.
Створено німецькомовні періодичні газети «Ді Заат» і «Дас Нойе Дорф», де сільськими кореспондентами стали залучались місцеві німці-колоністи. Створено німецькі школи. Станом на 1924 рік в Луганській окрузі 19 німецьких початкових шкіл, де навчається 625 учнів та працює 19 вчителів. Викладання ведеться німецькою мовою. Станом на 1930 рік функціонує 24 німецькі чотирирічні школи, одна семирічна в яких навчаться 711 учнів, у віці 8-12 років. Рівень освіти є кращим ніж в інших національних меншинах Луганщини.
Відсутність або низька кваліфікація педагогів пояснюється критерієм підбору вчителів лояльних до радянської влади, з яких більшість мали лише початкову освіту.
Доповідна записка про роботу серед національних меншин за 1925 рік:
| Питання про вчительство нацмен досі є болючим для нацмен школи... Брак учителів взагалі не дає можливості розгорнути потрібної шкільної мережі нацмену, а також примушує використовувати некваліфікованих учителів. |
Школи утримувались німецькими громадами. Зарплата вчителів сплачувалась внесками громад. Деякі школи утриманні Луганського відділу народної освіти та інших державних установ таких колоній як: Азарове, Верхньо-Тузлівська, Карл Лібкнехт, Олексіївка, Онисимівка, Спартак.
Станом на 1938 рік у Ворошиловградській області наявні: 1 середня, 4 семирічні, 31 початкова німецькі школи. У звичайних школах діє 5 німецьких класів.
Навчання у школі велось у дусі партійно-державного апарату та політики влади. Відбувалась політико-освітня та ідейно-виховна робота, яка пропагандувала вступ до партії. Проводились п'ять районних і одна загально окружна конференції, інтернаціональні мітинги тощо. Створені хати-читальні, сільські будинки культури. Луганських німців центр політосвітроботи має назву бауерн-таймами.

### Релігія
Німці Луганщини є релігійними. Основна релігія — лютеранство. Інші віросповідання німців: католики, лютерани, протестанти, меноніти. В радянський період розвинута структура різноманітних сект. Документи 1920-х років фіксуються релігійну активність менонітів, лютеран і баптистів, де створювались релігійні організації. Основа менонітів є заборона військової служби. Дане питання вирішено шляхом заміни армії, роботами в державних структурах господарства по три місяці, протягом 8 років.
Вчителі часто складали релігійні належності до сект. Що у процесі вилилось в супротив «радянізації» луганських німців. Боротьба з релігійністю німців відбувалась із застосування антирелігійних мітингів, громадських судів. Через клуби, кіно, школи, радіо, періодику, тощо. Після проведення антирелігійної компанії 1933 року на Луганщині діяло 9 офіційно зареєстрованих релігійних груп лютеран-євангелістів.

### Репресії
Початок та середина 1930-х років ознаменував репресіями проти німців та інших національних меншин. У 1934 році ліквідовується комісія у справах національних меншин в Донецькому обласному виконавчому комітеті. Відбувається заміна відділом для роботи серед національних меншин. Відбуваються арешти. Проводяться чистки серед населення на виявлення «ворогів народу». Об'єднаний пленум ЦК та ЦК КП(б)У в листопаді 1933 року ухвалив рішення про необхідність проведення виявлення у німецьких колгоспах і культурно-освітніх організацій «фашистських елементів».
У 1934 році, згідно з постановою ЦК ВКП(б), створено спеціальну комісію, яка вивчає ситуацію в німецьких районах і доводити до місцевого населення думку про те, що в разі нелояльності до влади або будь-якої антирадянської діяльності особам німецької національності буде відмовлено в праві проживання на території СРСР. У цей час відбуваються пошуки «неблагонадійних» серед німецьких вчителів.
Репресії 1937—1938 років посилились. Згідно з наказом НКВС № 00439 від 25 липня 1937 року всі особи німецької національності, які не є громадянами СРСР, підлягали арешту. Партійно-державні органи влади починають звинувачувати німецьке населення в «контрреволюційно-фашистській діяльності й агітації» та «шпигунстві», стверджуючи, що 60-70 % мешканців німецьких колоній беруть у цьому безпосередню участь. Згідно з даними, вміщеними у тритомному виданні «Реабілітовані історією. Луганська область», репресовано й розстріляно понад 3437 німців Луганщини.
Згідно з постановою Раднаркому України «Про реорганізацію особливих національних шкіл, технікумів, Одеського німецького педінституту та особливих національних відділів і класів у школах, технікумах та вузах УРСР» 1938 року ліквідовано всі німецькі навчальні заклади. Цей чинник склав наступ на національну освіту самих німців, відповідно завершення репресивних заходів. Надалі у 1938—1939 роках ліквідовано німецькі колонії. Згідно з ухвалою ЦК КП(б)У, всі національні райони та сільради перетворено на звичайні райони та сільради.

### Депортація
Початок першої хвилі депортації німців слід вважати з 1927 року. Цього року Рада Народних Комісарів УСРР затвердила десятирічний перспективний план виселення німців-селян, який склав основу до депортації німців з України в Сибір, Казахстан, Середню Азію, на Далекий Схід. Ці депортації викликані на збільшення еміграції з території Української РСР.
Під час Другої світової війни 22 вересня 1941 року Державний Комітет Оборони ухвалив постанову № ГКО-702сс «Про переселення німців із Запорізької, Сталінської та Ворошиловградської областей», за якою у вкрай стислий термін (протягом 25 вересня — 10 жовтня), заборонивши на забрання речей особистого та іншого характеру, з області до Казахської РСР було депортовано майже 5,5 тисяч. німців, котрі за даними НКВС залишені на території Луганщини. Командували операцією по Ворошиловградській області старший майор міліції Антонов, капітан держбезпеки Марковський, лейтенант держбезпеки Сапожінков. До 1942 року депортація німців завершена.

### Повернення
Німці під час «відлиги» Микити Хрущова так і не повернулись до Луганщини. Перепис населення 1959 року вказав на те, що німців у даний момент на території Луганської області не проживає. Лише після того часу, деякі сім'ї повернулись на свої колишні місця проживання.

## Дослідження
Фундаментальну працю з дослідження виселення німців Луганщини склало видання «Реабілітовані історією. Луганська область» 2013 року. У якому зібрано документи, біографічні дані про репресованих німців Луганщини.